# Rockstar Lincoln
Rockstar Lincoln Ltd., tidigare Spidersoft Limited och Tarantula Studios, är ett brittiskt företag inom datorspelsbranschen som utför kvalitetssäkring och lokalisering av samtliga datorspel som utvecklas och produceras av spelstudios inom Rockstar Games.
Företaget bildades ursprungligen 1992 som Spidersoft Limited av Steve Marsden och David Cooke. 1998 blev de uppköpta av Take-Two Interactive och fick då namnet Tarantula Studios och utvecklade datorspel som bland annat Hidden & Dangerous till Playstation (2001) och Game Boy Color-versionerna till Space Station Silicon Valley (1998), Grand Theft Auto (1999) och Grand Theft Auto 2 (2000). 2002 beslutade Take-Two att företaget skulle enbart arbeta med att kvalitetssäkra och utföra lokalisering av datorspel som utvecklas av Rockstar Games, i och med det fick de sitt nuvarande namn.

## Utgivna spel
| År                | Titel                                          | System                                                                   | Utgivare                                           |
| ----------------- | ---------------------------------------------- | ------------------------------------------------------------------------ | -------------------------------------------------- |
| Spidersoft        |                                                |                                                                          |                                                    |
| 1992              | Hook                                           | Game Gear                                                                | Sony Imagesoft                                     |
| 1993              | Poker Face Paul's Blackjack                    | Game Gear                                                                | Adrenalin Entertainment                            |
| 1993              | Pinball Dreams                                 | Game Boy, Game Gear, MS-DOS, Super Nintendo Entertainment System         | 21st Century Entertainment, Gametek                |
| 1993              | Chuck Rock                                     | Game Boy                                                                 | Sony Electronic Publishing                         |
| 1993              | Cliffhanger                                    | Amiga, Game Boy, Game Gear, Nintendo Entertainment System                | Sony Imagesoft, Psygnosis                          |
| 1994              | Lemmings 2: The Tribes                         | Game Boy                                                                 | Psygnosis                                          |
| 1994              | Andre Agassi Tennis                            | Game Gear                                                                | Lance Investments                                  |
| 1994              | Pinball Arcade                                 | MS-DOS                                                                   | 21st Century Entertainment                         |
| 1994              | Poker Face Paul's Solitaire                    | Game Gear                                                                | Sega                                               |
| 1994              | Pinball Dreams 2                               | MS-DOS                                                                   | 21st Century Entertainment                         |
| 1994              | Math Blaster Episode I: In Search of Spot      | Sega Genesis, Super Nintendo Entertainment System                        | Davidson & Associates                              |
| 1995              | Pinball Fantasies                              | Atari Jaguar, Game Boy, Playstation, Super Nintendo Entertainment System | 21st Century Entertainment, Gametek                |
| 1995              | Pinball World                                  | MS-DOS                                                                   | 21st Century Entertainment, Rebellion Developments |
| 1995              | Thomas the Tank Engine and Friends Pinball     | Amiga, Amiga CD32, MS-DOS                                                | Alternative Software                               |
| 1995              | Pinball Mania                                  | Amiga, Game Boy, MS-DOS                                                  | 21st Century Entertainment, Gametek                |
| 1996              | Pinball Builder                                | Microsoft Windows                                                        | 21st Century Entertainment                         |
| 1996              | Total Pinball 3D                               | MS-DOS                                                                   | 21st Century Entertainment                         |
| Tarantula Studios |                                                |                                                                          |                                                    |
| 1998              | Las Vegas Cool Hand                            | Game Boy, Game Boy Color                                                 | Take-Two Interactive                               |
| 1998              | Montezuma's Return!                            | Game Boy, Game Boy Color                                                 | Take-Two Interactive                               |
| 1998              | Rats!                                          | Game Boy, Game Boy Color                                                 | Take-Two Interactive                               |
| 1998              | Space Station Silicon Valley                   | Game Boy Color                                                           | Take-Two Interactive                               |
| 1999              | Hollywood Pinball                              | Game Boy Color                                                           | Take-Two Interactive                               |
| 1999              | Jim Henson's Muppets                           | Game Boy Color                                                           | Take-Two Interactive                               |
| 1999              | Grand Theft Auto                               | Game Boy Color                                                           | Rockstar Games                                     |
| 2000              | Austin Powers: Oh, Behave!                     | Game Boy Color                                                           | Rockstar Games                                     |
| 2000              | Austin Powers: Welcome to My Underground Lair! | Game Boy Color                                                           | Rockstar Games                                     |
| 2000              | Grand Theft Auto 2                             | Game Boy Color                                                           | Rockstar Games                                     |
| 2001              | Kiss Pinball                                   | Playstation                                                              | Take-Two Interactive                               |
| 2001              | Hidden & Dangerous                             | Playstation                                                              | Take-Two Interactive                               |